# Сповільнена люмінесценція
Сповільнена люмінесценція (рос. замедленная люминесценция, англ. delayed luminescence) — люмінесценція, яка згасає повільніше, ніж цього можна було б очікувати виходячи зі швидкості розпаду емітуючого стану.
Відомо такі її типи:
1. Триплет-триплетна або синглет-синглетна анігіляція з утворенням однієї молекулярної частинки в збудженому стані та іншої в основному стані (Р-тип).
2. Термічноактивована сповільнена флуоресценція, що включає оборотний міжсистемний перетин (Е-тип).
3. Рекомбінація двох протилежно заряджених йонів або катіонів з електронами, при чому один з партнерів повинен при цьому бути генерований фотохімічно.